# IAI アラバ
IAI アラバ
IAI アラバ 201
- 用途：輸送機
- 製造者：イスラエル・エアロスペース・インダストリーズ
- 運用者： イスラエル（イスラエル空軍）
- 初飛行：1969年11月27日
- 生産数：103機
- ユニットコスト：米$450,000 （1971年）

IAI アラバ（ヘブライ語：עֲרָבָה、ヨルダン地溝帯のアラバの谷から命名）は、イスラエルのイスラエル・エアロスペース・インダストリーズ（IAI）が1960年代遅くに製造した小型STOL多用途輸送機である。
アラバはIAIが設計して量産に入った最初の主要な航空機であり、軍用と民間向け双方の市場を狙っていたが、比較的少数が生産されただけであった。顧客は主に第三世界の諸国で、スワジランドとタイ王国といった国と共に特に中央アメリカと南アメリカの国々であった。

## 設計と開発
アラバの設計作業は1965年に始まり、その設計の目的にはSTOL性能、不整地滑走路からの運用、20名の乗客や嵩張る積荷の搭載といったものが含まれていた。これらを実現するために設計は比較的風変わりなものとなった。

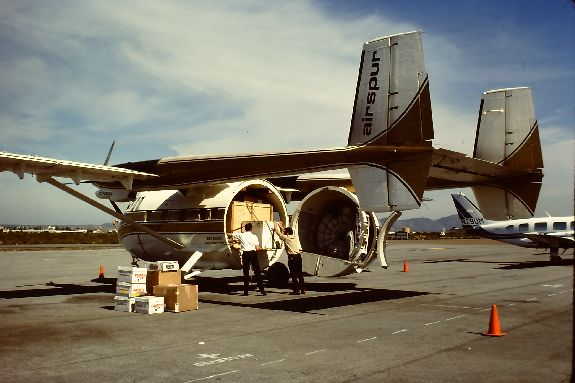
貨物扉を開いた状態のアラバ

アラバの胴体は樽状の短いが幅の広いもので、胴体後部は蝶番により横開きすることで荷物の積み下ろしを容易にしていた。翼幅は長く、尾翼はエンジンナセルから延びる2本のブームに支えられていた。固定式の首車輪式降着装置は重量を低減するためで、双発の動力には出力715 eshp (533 kW)のプラット・アンド・ホイットニー・カナダ PT6A-27 ターボプロップエンジンが選定された。
試作初号機は1969年11月27日に初飛行を行い、試作2号機は1970年11月19日の試験飛行中に主翼の支柱がフラッターを起こして折損したために破壊された。試作3号機は1971年5月8日に進空した。第四次中東戦争では3機が徴発されてイスラエル空軍の第122飛行隊により使用されたが、戦争後に返還された。また、第103飛行隊でも民間型のアラバ101が徴発され、負傷者の輸送に使用された。
イスラエル空軍は当初アラバを制式採用しなかったが、1983年に9機を購入した。1988年の生産終了までに103機が作られ、その内70機が軍用市場向けであった。2004年にイスラエル空軍はアラバを退役させることを決めたが、数か国ではいまだに現役で使用され続けている。

## 派生型

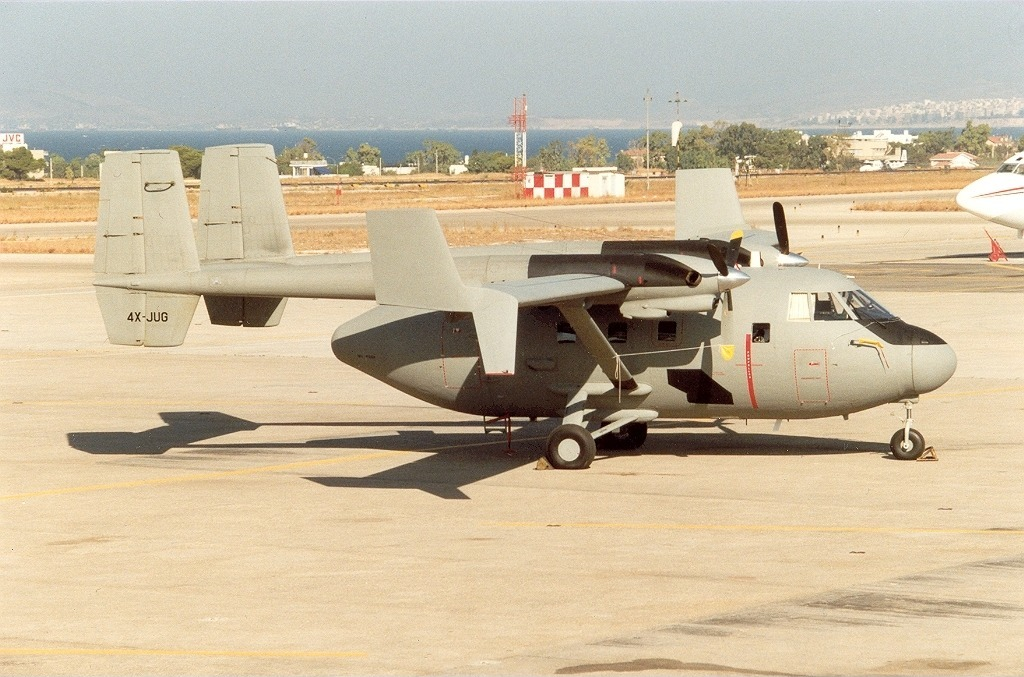
主翼を改良した長胴型のアラバ 202

IAI 101
民間輸送機型
IAI 102
標準仕様で20名まで、VIP仕様で12名までの乗客が搭乗可能な民間旅客機型
IAI 102B
民間輸送機型
IAI 201
軍用輸送機型
IAI 202
改良された主翼を持つ長胴の改造型
軍用版は対潜戦やガンシップといった役割に応じてさまざまな武装を装備することができた。この武装には胴体側面のガンパック（通常はブローニングM2重機関銃）、これに加えて後部胴体に3丁目の機関銃や胴体側面に備える2つの6 x 82 mmロケット弾ポッド、魚雷、ソナー、浮標といったものがあった。
もう一つのあまり知られていない軍用型は電子戦用の202Bである。この型は僅かな数が作られ、主胴体の前部と後部に大型のレドームを備えていることが特徴であった。このレドーム内には電子戦用機器が内蔵されていた。

## 運用
アルゼンチン

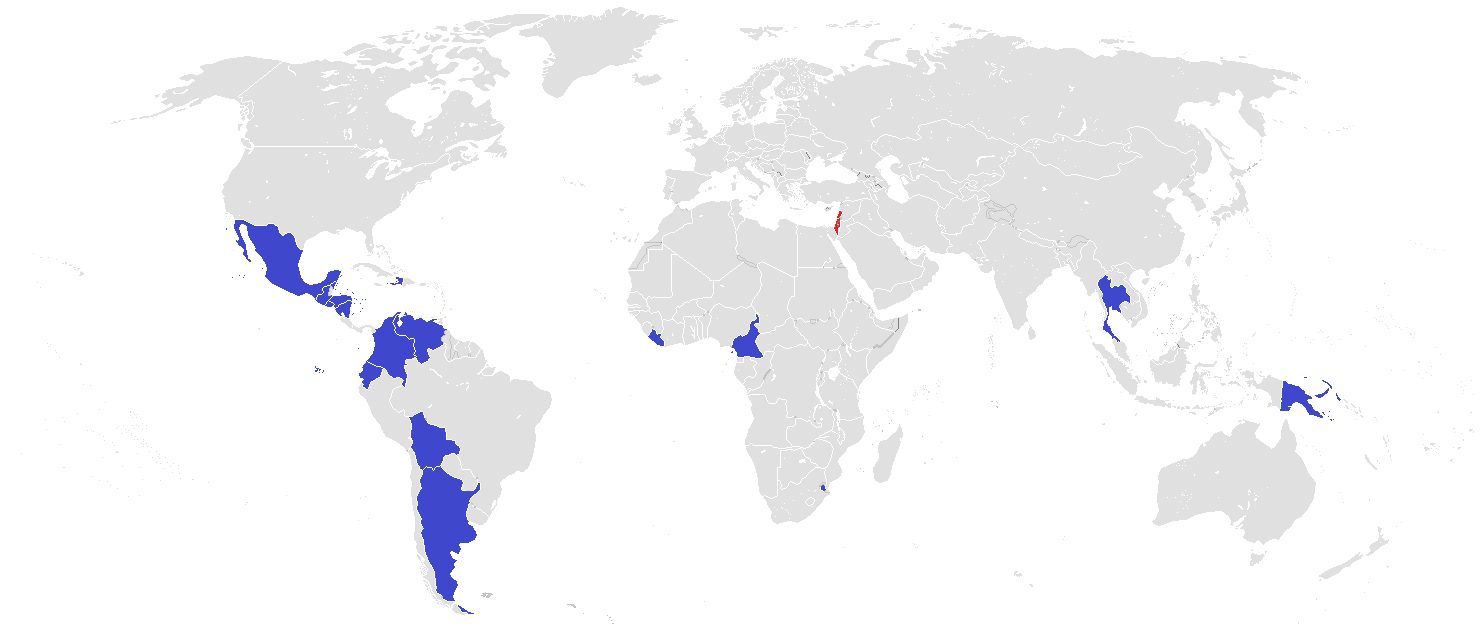
IAI アラバの運用国

- Gobierno de Tierra Del Fuego - Dirección Provincial de Aeronáutica

 ボリビア
- ボリビア空軍 - 1975年–76年に6機を購入。1機が納入途中にニカラグアにより差押え。1987年に1機が使用中[9]。

 カメルーン
- カメルーン空軍

 コロンビア
- コロンビア航空宇宙軍 - FAC1952機を1機運用中[10]。購入された3機のうち2機は退役済み[11]。
  - Comando Aéreo de Combate No. 1

 エクアドル
- エクアドル陸軍 - 2024年時点で、1機のIAI-201を保有[12]。
- エクアドル海軍 - 以前に運用。

 エルサルバドル
- エルサルバドル空軍 - 2024年時点で、3機のIAI-201を保有[13]。

 グアテマラ
- グアテマラ空軍 - 2015年12月時点で1機を運用中[14]。

 ハイチ
- ハイチ空軍（英語版）

 ホンジュラス
- ホンジュラス空軍（英語版） - 2015年12月時点で1機を運用中[14]。

 イスラエル
- イスラエル空軍

 リベリア
- リベリア軍

 メキシコ
- メキシコ空軍

 ニカラグア
- ニカラグア国家警備隊
- ニカラグア空軍

 パプアニューギニア
- パプアニューギニア国防軍 - 2015年12月時点で3機を運用中[15]。

 エスワティニ
- スワジランド軍

 タイ
- タイ王国空軍 - 2015年12月時点で2機を運用中[16]。

 ベネズエラ
- ベネズエラ陸軍 - 2015年12月時点で11機を運用中[17]。
- ベネズエラ国家警備隊
- ベネズエラ海軍 - 以前に運用。

## 性能諸元 (IAI 201)

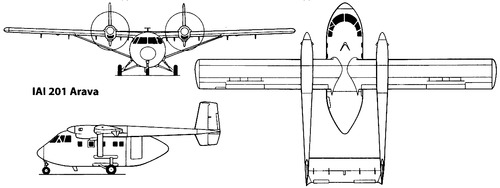
IAI Arava 201

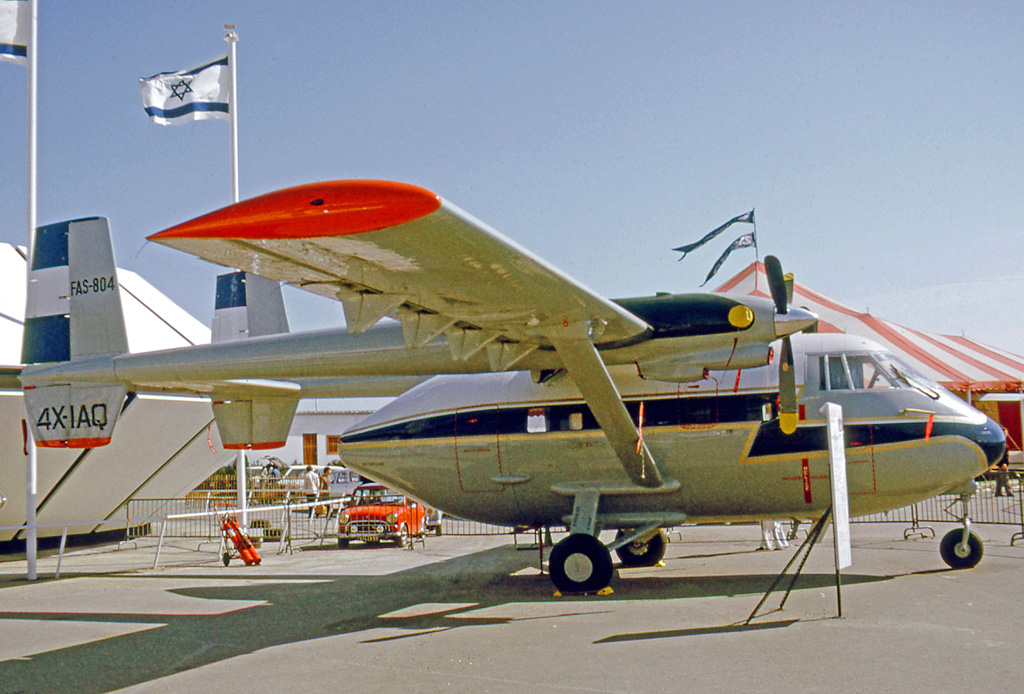
納入前に1975年のパリ航空ショーに展示されるエルサルバドル空軍のアラバ 201

出典: Jane's All The World's Aircraft 1982-83.
諸元
- 乗員: 2
- 定員: 完全装備の兵員24名、又は空挺兵16名
- ペイロード: 2,351 kg （5,184 lb）
- 全長: 12.69 m （41 ft 6 in）
- 全高: 5.21 m （17 ft 1 in）
- 翼幅: 20.96 m（68 ft 9 in）
- 翼面積: 43.68 m2 （470.2ft2）
- 空虚重量: 3,999 kg （8,816 lb）
- 最大離陸重量: 6,804 kg （15,000 lb）
- 動力: プラット・アンド・ホイットニー・カナダ PT6A-34 ターボプロップエンジン、559 kW （750 shp）   × 2

性能
- 最大速度: 326 km/h （176 knots） 202 mph　高度3,050 m (10,000 ft)にて
- 巡航速度: 319 km/h （172 knots） 198 mph　高度3,050 m (10,000 ft)にて
- 失速速度: 115 km/h （62 knots） 71.5 mph（フラップ下げ状態で）
- 航続距離: 1,056 km （570 nmi） 656 mi（燃料満載状態で）
- 実用上昇限度: 7,620 m （25,000 ft）
- 上昇率: 6.6 m/s （1,290 ft/min）